# Sophronica bicolor
Sophronica bicolor är en skalbaggsart som beskrevs av Báguena och Stefan von Breuning 1958. Sophronica bicolor ingår i släktet Sophronica och familjen långhorningar.
Artens utbredningsområde är Bioko. Inga underarter finns listade i Catalogue of Life.